# Александър Стамболийски (булевард в София)
Вижте пояснителната страница за други значения на Александър Стамболийски.
„Александър Стамболийски“, наричан за кратко и само „Стамболийски“, е централен булевард в София. Носи името на един от министър-председателите на България – Александър Стамболийски. Започва от района на пл. „Света Неделя“ и ЦУМ при „Витошка“ в центъра на София в източната си част, а завършва при ул. „Западна“ в района на ж.к. „Красна поляна“ в западната си част. Пресича се на едно кръстовище с някои главни софийски пътища като бул. „Скобелев“ и ул. „Опълченска“. Върви паралелно на бул. „Тодор Александров“.
Като основна транспортна артерия на града булевардът се оформя още с първия градоустройствен план на София от края на 19 век и носи името „ул. Съборна“, което след това е променено на „Княгиня Клементина“, в памет на майката на цар Фердинанд – Клементина Бурбон-Орлеанска. 

## Обекти
Сред институциите и забележителностите на София, разположени по бул. „Александър Стамболийски“, са:
Северна страна
- Върховен административен съд (№18)
- Национален осигурителен институт (№62 – 64)

Южна страна
- Евро-български културен център (№17)
- Административна сграда на Министерство на здравеопазването (№39)

Построена е през 1912 година като общинска аптека.
- Мол София (№101)